# Surface durcie

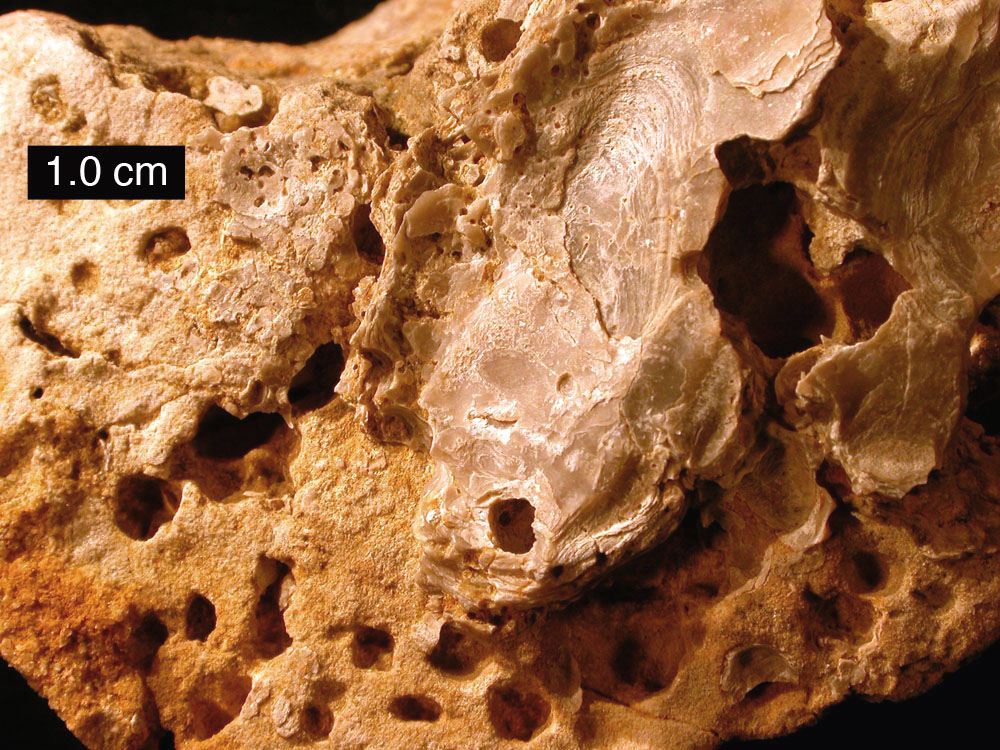
Surface durcie d'âge Crétacé au Texas avec des huîtres incrustées et des perforations d'organismes lithophages (Gastrochaenolites). L’échelle figurée mesure 1,0 cm.

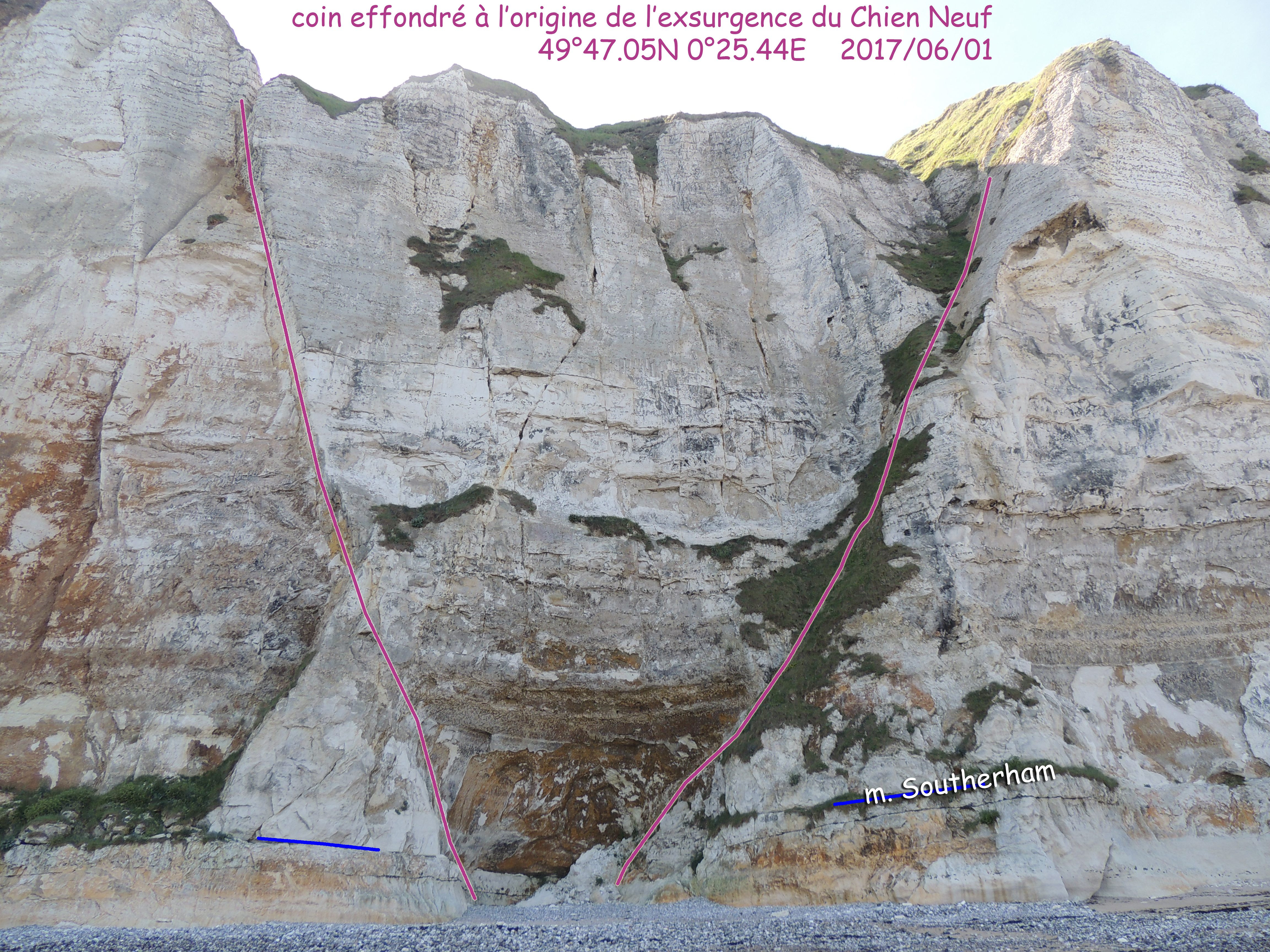
L'éboulement du Chien Neuf de Senneville-sur-Fécamp montre une succession de hardgrounds (bancs de craie indurée formant des surfaces encroûtées d'oxydes de fer et de manganèse) et de niveaux à silex au-dessus de la marne Southerham (m. Southerham qui forme une encoche).

En sédimentologie des carbonates, une surface durcie (hardground en anglais) est un état particulier du sommet d'un banc carbonaté, lithifié durant un arrêt du dépôt de sédiments. Les surfaces durcies se forment en fond de mer et la lithification a lieu antérieurement au dépôt du banc sus-jacent.
Elles correspondent souvent à des surfaces d’inondation (flooding surfaces en anglais) dans lesquelles se produit une halmyrolyse précoce de la boue crayeuse, liée à des courants de fond.

## Définition
Une surface durcie correspond à la partie supérieure d’un banc carbonaté, ayant été exposée en fond de mer et ayant ainsi subi une lithification antérieure au dépôt du banc sus-jacent,.

## Identification
Les surfaces durcies sont caractérisées à partir de divers phénomènes :
- sédimentologiques : érosion, corrosion, encroutements ou imprégnations ;
- biologiques : perforations, incrustations, présence d’organismes sessiles.

### Éléments sédimentologiques
L’érosion et la corrosion sont prouvées par la troncature ou l'altération de fossiles ou d’autres éléments constituant des carbonates. Les encroûtements ou imprégnations d'origine minérale sont variés : glauconie, phosphate de calcium, ciments calcitiques, oxydes de fer ou de manganèse par exemple.

### Éléments biologiques
De nombreux organismes perforent le sédiment plus ou moins induré. Ce phénomène de bioérosion est le résultat de l’action d’animaux marins nombreux et variés. Un des exemples les mieux connus est le mollusque bivalve lithophage (mangeur de pierre) de la famille des  moules : Lithophaga lithophaga. En plus des lamellibranches, d’autres mollusques, des vers polychaètes, des brachiopodes s.l. de la famille des Phoronidiens, des éponges, des échinodermes et des poissons perforent également les carbonates.
Les organismes incrustés ou accrochés sur les surfaces durcies  sont également nombreux. Parmi ceux-ci, il faut mentionner les huîtres, les bryozoaires, les crustacés fixés du groupe des cirripèdes et les crinoïdes (classe d’échinodermes vivant fixés).

## Répartition chronologique
Au cours des temps géologiques, les surfaces durcies sont sensiblement plus fréquentes durant les périodes où les carbonates déposés étaient à dominante calcitique, c'est-à-dire avec une précipitation rapide de calcite faiblement magnésienne au détriment de l’aragonite constitutive des tests d’organismes marins.
Les surfaces durcies sont ainsi fréquentes lors des périodes Ordovicien et Silurien et au cours du Jurassique et du Crétacé tandis qu’elles sont quasiment absentes au Permien et au Trias.